# Alberto Dolores Sánchez
Alberto Dolores Sánchez (Córdoba, 15 de septiembre de 1932 - 5 de agosto de 2018) fue un exfutbolista argentino; se desempeñaba en la posición de delantero y su primer club fue General Paz Juniors de Argentina. Apodado Tata, también defendió los colores de Rosario Central y Talleres de Córdoba.

## Carrera

### General Paz Juniors
Jugando por el sector derecho del ataque, debutó en el primer equipo de los albos con 16 años, disputando la Liga Cordobesa; se mantuvo en este cuadro hasta 1955. Formó parte del conjunto que por su buen juego recibió el mote de los Poetas del Césped, apodo que terminó por adoptar el club.

### Rosario Central

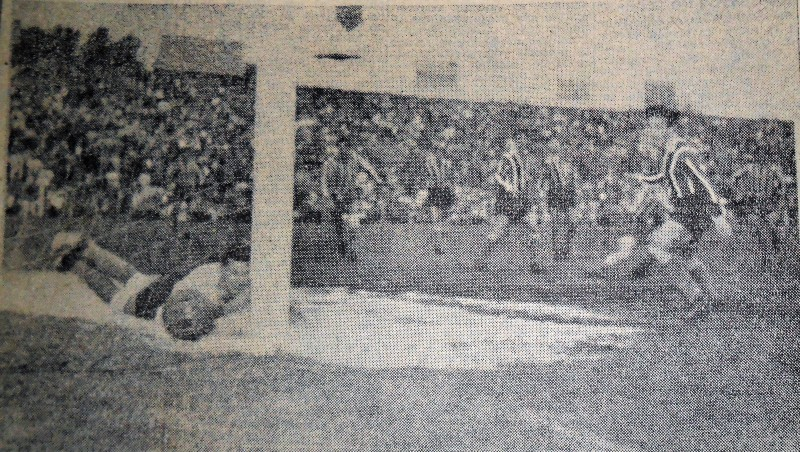
Imagen del primer gol de Sánchez ante Chacarita, en el triunfo 9-2 de Central el 7 de octubre de 1956.

En 1956 su ficha fue adqurida por Rosario Central, equipo que integraba el torneo de Primera División de Argentina; llegó junto a su compañero de equipo Juan Castro y al Gitano Juárez de Belgrano de Córdoba para reemplazar al goleador Oscar Massei, transferido al Inter de Milán. Su debut oficial se produjo por la primera fecha del Campeonato de Primera División el día 15 de abril, cuando Central recibió en Arroyito a Gimnasia y Esgrima La Plata y empató en dos tantos; Sánchez marcó a los 55' el gol para el 2-1 parcial a favor de su equipo. Durante esta temporada sumó 15 presencias y 5 anotaciones, destacándose con un par en el 9-2 ante Chacarita Juniors de la 21.ª jornada. Durante 1957 juega 16 partidos y marca 3 goles (uno a River Plate y dos en cada cotejo frente a Argentinos Juniors). Para 1958 asume mayor protagonismo al disputar 19 juegos y convertir 4 tantos (nuevamente uno a River). En su último año en el canalla, 1959, cuenta con 16 presencias y dos anotaciones. En las cuatro temporadas defendiendo la casaca auriazul disputó 77 encuentros y marcó 18 goles.

### Talleres
Volvió a su tierra natal para 1960, fichando por el Club Atlético Talleres. En la T fue titular habitual en la ofensiva, jugando en la Liga Cordobesa, y hasta 1963 ganó cuatro títulos regionales, dos Campeonatos Oficiales y dos Campeonatos Iniciación, de a pares en 1960 y 1963.

## Clubes
| Club                | País      | Año       |
| ------------------- | --------- | --------- |
| General Paz Juniors | Argentina | 1948-1955 |
| Rosario Central     | Argentina | 1956-1959 |
| Talleres de Córdoba | Argentina | 1960-1963 |

## Palmarés

### Torneos regionales oficiales
| Equipo   | Liga    | País      | Título                | Año  |
| -------- | ------- | --------- | --------------------- | ---- |
| Talleres | Córdoba | Argentina | Campeonato Iniciación | 1960 |
| Talleres | Córdoba | Argentina | Campeonato Oficial    | 1960 |
| Talleres | Córdoba | Argentina | Campeonato Iniciación | 1963 |
| Talleres | Córdoba | Argentina | Campeonato Oficial    | 1963 |